# Brasserie de Silly
Brasserie de Silly is een Belgische brouwerij gelegen in Opzullik (Silly), in de provincie Henegouwen.

## Geschiedenis
In 1850 kocht Marcelin Hippolite Meynsbrughen de hoeve Cense de la Tour van Arnould de Limoge. Marcelin had behalve het landbouwbedrijf ook een molen om zonnebloemolie te persen en bier te brouwen.
Na Marcelins overlijden in 1884 zette zijn zoon Adelin Jules de boerderij en brouwerij voort. Adelin Jules was heel wat actiever in de brouwerij en won in 1900 met zijn brouwerij een zilveren medaille tijdens de Exposition de Paris. Hij gaf de brouwerij de naam Saint-Michel. Toen Adelin Jules in 1908 op 46-jarige leeftijd stierf liet hij alleen minderjarige kinderen achter. De oudste en enige zoon Adelin Arthur diende op zestienjarige leeftijd zijn brouwerijstudies in Gent af te breken. Samen met zijn zusters en de hulp van een neef werden de brouwactiviteiten voortgezet onder de naam A.Meynsbrughen & Soeurs. Als een van de weinige brouwerijen slaagden ze erin te ontsnappen aan de inbeslagname van de koperen brouwketels tijdens WO I. De brouwerij werd wel opgeëist door de bezetter om te fungeren als centrale brouwerij voor de regio en kon zo als enige in de omgeving van Silly verder brouwen. Na de slag bij Bergen was het 2de Suffolk Regiment actief in de regio. Sergeant Jack Payne wilde zijn soldaten ene goed bier geven en liet de brouwerij een Angelsaksisch bier brouwen. Dit werd de Silly Scotch. Na de oorlog keerde Jack Payne terug, huwde er en bleef werken in de brouwerij.
Tussen de twee wereldoorlogen bouwde Adelin Junior de brouwerij verder uit tot een van de grootste van de streek. Josette, de dochter van Adelin junior, huwde José Van der Haegen in 1939 waarna deze naar Silly kwam om zijn schoonvader bij te staan in de brouwerij. In 1947 stopte José met de boerderijactiviteiten. In 1950 stroomde het eerste laaggegist bier uit de ketels, eerst het tafelbier Triple Bock, vervolgens een Export en vanaf 1956 Myn’s Pils dat in 1993 zijn huidige naam Silly Pils kreeg. In 1956 werd het familiebedrijf een Naamloze Vennootschap met de naam A. Mynsbrughen. In 1964 overleed Adelin junior na bijna 60 jaar aan het hoofd van de brouwerij gestaan te hebben. De twee zonen van José kwamen na hun studies mee in de brouwerij. Jean-Paul hielp in de productie, Didier in de administratie en de verkoop.
In 1973 droeg José de brouwerij over aan zijn twee zonen en veranderde de naam van de NV in Brasserie de Silly. In 1975 namen ze de Brasserie du Pot d’Etain te Edingen over en kregen ze de bieren Saison Spéciale Double Enghien en Doublette er bij. In 2000 slaagden de gebroeders er in om tijdens de openbare verkoop van de inboedel van Brasserie d'Aubel de haast splinternieuwe brouwinstallatie aan te kopen.
In 2004 deed de zesde generatie haar intrede, toen Bertrand zijn vader Jean-Paul kwam bijstaan in de productie. In 2007 kwam Lionel zijn vader Didier vervoegen in de verkoop als exportmanager.

## Brouwerij
- Brouwcapaciteit 10000 hectoliter/jaar (2008)
- Verhouding export/binnenlandse verkoop: 30/70% (2008)

## Bieren

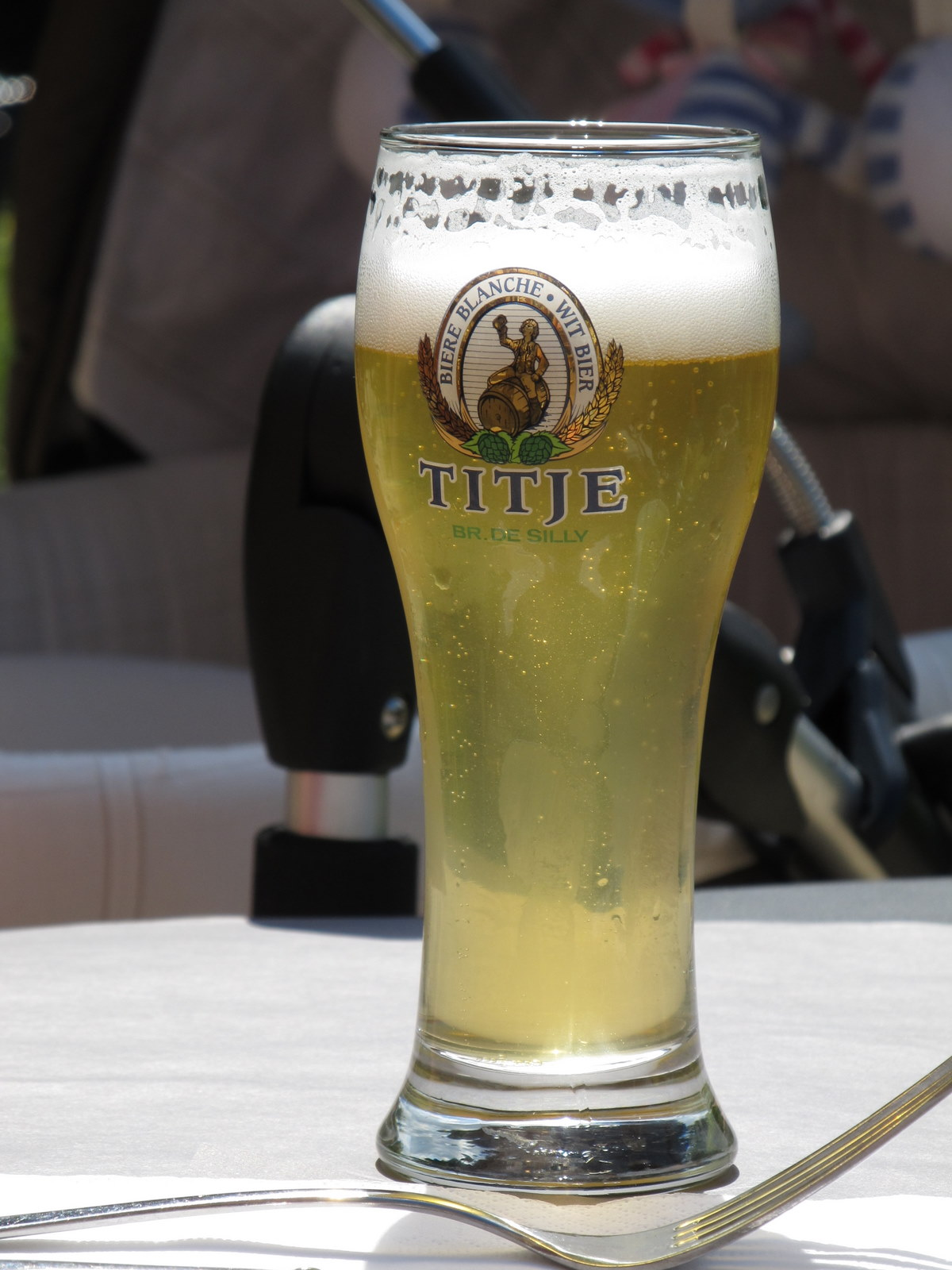
Titje, witbier

- Abbaye de Forest, blond 6,5%. Won twee maal een Bronzen medaille bij de Australian International Beer Awards.
- Scotch Silly, donkerbruin 7,5%
- Double Enghien Blonde, blond 7,5%
- Double Enghien Brune, amber 8%
- Enghien Noël, 9%
- La Cré Tonnerre, tripel met bruine Maja rum 7%
- La Divine, amber 9%
- Pink Killer, fruitbier met roze pompelmoes, rosé 5%
- Green Killer, IPA, blond 6,5%
- Titje, witbier 5%
- Super 64, amber 5%
- Silly Pils, pils 5%
- Silly Pils Bio, pils 5%
- Silly Saison, amber 5%
- Silly Sour, bruin 5,5%
- Silly Rouge, roodbruin, blend van bruin bier met kriekensap, 8%